# We Gotta Power/Bokutachi wa Tenshi Datta
WE GOTTA POWER/Bokutachi wa Tenshi Datta é um single de Hironobu Kageyama lançado pela Nippon Columbia em 21 de novembro de 1993. As duas músicas que dão nome ao single foram compostas para serem a segunda abertura e o segundo encerramento de Dragon Ball Z, respectivamente.

## Produção
A animação usada para a abertura exibe elementos posteriores a saga do vilão Cell, além de apresentar o segundo filho de Goku, Son Goten. Ela foi usada entre os episódios 200 e 291 da série animada Dragon Ball Z, além de três filmes da franquia: Dragon Ball Z: O Retorno do Guerreiro Lendário, Dragon Ball Z: O Combate Final: Bio-Broly e Dragon Ball Z: Batalha nos Dois Mundos.
A primeira abertura da série é "Cha-La Head-Cha-La", também cantada por Hironobu Kageyama. Em 2005, foi lançado o single "Cha-La Head-Cha-La (2005 ver)", com Kageyama cantando a mesma em um arranjo bem diferente da original. No single, há também duas novas versões de "WE GOTTA POWER", uma chamada "WE GOTTA POWER (2005 ver.)" e outra "WE GOTTA POWER (Yuki Nakano Remix)". Esse single chegou à 118ª posição no Oricon Singles Chart.
A letra ficou por conta de Yukinojo Mori, que já participou de inúmeras canções da franquia, tendo inclusive escrito "Cha-La Head-Cha-La", "Genkai Toppa x Survivor", e a abertura do mais recente anime da franquia, Dragon Ball Daima, chamada "Jaka Jaan".
No Brasil, ambas as músicas ganharam versões em português, cantadas por Anísio Mello Júnior, que também escreveu as letras. Curiosamente, em alguns lançamentos de filmes dublados pela BKS, a letra foi totalmente mudada em versões cantadas por outra pessoa, com métrica bem diferente.

## Legado
Ambas as canções fizeram muito sucesso tanto para a franquia, quanto para a carreira de Kageyama. Elas apareceram em várias coletâneas de músicas da série, como "Dragon Ball Z” Hit Song Collection 16 WE GOTTA POWER (que até usa o nome da abertura como título do álbum). As músicas também foram usadas em jogos da franquia, aparecendo até como opções de compra de conteúdo extra no jogo Dragon Ball FighterZ.
Já Kageyama inclui a música em várias de suas próprias coletâneas e álbuns ao vivo, como CYVOX, Power Live'95 CYVOX, Eternity,, Power Live '98, e Kage chan Pack ~Kimi to Boku no Daikoushin~. Sua coletânea Mixture, aliás, é um item de colecionador procurado por muitos fãs de Dragon Ball Z por conter versões das duas músicas em inglês cantadas pelo próprio Kageyama. A canção "Bokutachi wa Tenshi Datta", inclusive é também conhecida como "We Were Angels".
A banda brasileira MegaDriver fez um cover de "WE GOTTA POWER" em seu álbum Super Saiyan Metal Vol.1.
O brasileiro Ricardo Cruz, do JAM Project, gravou versões das duas músicas, sendo a de "WE GOTTA POWER" com Junior Hagemeyer, do Projeto Remake. Ele também fez uma versão de "Bokutachi wa Tenshi Datta" para seu projeto Anison Lab.
"WE GOTTA POWER" figura nas setlists de shows de inúmeras bandas covers de anime, como Gaijin Sentai (que fez um arranjo heavy metal), Senpai Old School e Danger3.
A cantora Sasaki Sayaka incluiu um cover de "Bokutachi wa Tenshi Datta" em seu álbum sympathetic world, com participação do próprio Kageyama.

## Recepção
O single chegou à 58ª posição no Oricon Singles Chart.
O site Nos Bastidores disse que "WE GOTTA POWER" é tão memorável quando 'Cha-La Head-Cha-La'." Já o site Daizenshuu EX, numa crítica do single "Dragon Soul", abertura de Dragon Ball Kai; de Takayoshi Tanimoto; elogia a música, mas defende que ela "nem chega aos pés de 'WE GOTTA POWER'".
O site Game Rant, ao analisar várias aberturas da série, disse que "WE GOTTA POWER" encaixa com a escalada de ação do anime, além de elogiar os vocais de Kageyama, chamando-o de "enérgico".
O site Comic Book Resources disse que "WE GOTTA POWER" é fiel à estrutura da franquia.
O site NetLab, da ITMedia, organizou um ranking das 21 melhores músicas de Kageyama por votação popular, e "WE GOTTA POWER" ficou na oitava colocação enquanto "Bokutachi wa Tenshi Datta" ficou em quinto. O mesmo tipo de votação foi feito pelo site Anime Anime, onde "Bokutachi wa Tenshi Datta" ficou em quarto lugar.

## Faixas
| N.º            | Título                                         | Letras         | Música         | Arranjo        | Duração |  |
| 1.             | "WE GOTTA POWER"                               | Yukinojo Mori  | Keiju Ishikawa | K. Ishikawa    | 3:58    |  |
| 2.             | "Bokutachi wa Tenshi Datta"                    | Y. Mori        | Takeshi Ike    | Osamu Totsuka  | 3:51    |  |
| 3.             | "WE GOTTA POWER (Original Karaoke)"            | instrumental   | K. Ishikawa    | K. Ishikawa    | 4:01    |  |
| 4.             | "Bokutachi wa Tenshi Datta (Original Karaoke)" | instrumental   | T. Ike         | O. Totsuka     | 3:51    |  |
| Duração total: | Duração total:                                 | Duração total: | Duração total: | Duração total: | 15:41   |  |